# Philodromus pernix
Philodromus pernix es una especie de araña cangrejo del género Philodromus, familia Philodromidae. Fue descrita científicamente por Blackwall en 1846.

## Distribución
Esta especie se encuentra en Canadá y los Estados Unidos.